# Math Goossen
M.J.L. (Math) Goossen (Hoensbroek, 5 augustus 1954) is een Nederlands politicus van de BoerBurgerBeweging (BBB). 
Goossen studeerde tussen 1999 en 2001 Technische Bedrijfskunde aan de Zuyd Hogeschool.
Goossen was van 29 maart tot 12 juli 2023 lid van het algemeen bestuur van Waterschap Limburg. Tijdens de Eerste Kamerverkiezingen van 2023 stond hij op de zeventiende plaats van de kandidatenlijst van de BBB. De partij behaalde tijdens deze verkiezingen zestien zetels, waardoor hij op 13 juni 2023 werd beëdigd als Kamerlid omdat Tamara Monzon zich terugtrok.

## Onderscheiding
Goossen is sinds 26 april 2023 Ridder in de Orde van Oranje-Nassau.

## Persoonlijk
Goossen is getrouwd en heeft 1 zoon, 1 dochter en 4 kleinkinderen. Zijn zoon Iloy Goossen is BBB-Statenlid in Limburg.
Robert Croll · Robert van Gasteren · Math Goossen · Arie Griffioen · Eugène Heijnen · Wim Jaspers · Eric Kemperman · Frans van Knapen · Bart Kroon · Ilona Lagas · Andrea van Langen · Robbert Lievense · Henk Marquart Scholtz · Gert-Jan Oplaat · Tekke Panman · Elly van Wijk
- Parlement.com: vm1ngwfuzerw